# Mursilis II
Mursilis II va ser un rei hitita cap als anys 1320-1295aC. Era fill de Subiluliuma I i germà petit d'Arnuwandas II.

## Títols i família
Va portar els títols de "Sol meu", "Gran rei", "Rei d'Hatti" i "Heroi". La seva dona s'anomenava Gasulawiya (Gaššulawiya) que va morir, i la mort es va atribuir a una maledicció de la reina mare Mal-Nikal a la que es va desterrar a unes possessions privades. Se li coneixen tres fills: Halpa-sulupi (probablement cap militar ja abans del regnat), Muwatallis (l'hereu Muwatallis II) i Hattusilis III que estava malalt i, per una promesa, (ser consagrat a una deessa si es curava) va ser sacerdot de Sausga a Samuha durant tot el regnat. Una germana del rei de nom Masanauzzi (Maššanauzzi) es va casar amb Masturi, rei de Seha durant el regnat de Muwatallis II.

## Accés al poder
Mursilis va succeir al seu germà Arnuwandas II mort per malaltia al cap de menys d'un any de regnat. No hi havia altre hereu possible, ja que els altres germans vius, Telepinus I de Khalap i Piyasilis I de Karkemish no es podien permetre abandonar els territoris al seu càrrec, ja que controlaven les possessions hitites a Síria, cobejades pel regne de Mitanni.
Era considerat un rei sense la capacitat per fer front als desafiament de l'època, i massa jove. El mateix Mursilis diu que quan va pujar al tron ve rebre burles i escarnis dels seus enemics, que van concentrar tropes a la frontera. A més era probablement tartamut, i de petit una tempesta l'havia espantat i havia perdut la parla i encara que després la va recuperar la va tornar a perdre durant un somni. L'havien assistit metges d'Ahhiyawa i Lazpa (Lesbos).
El rei es va encomanar a la deessa solar d'Arinna i va començar a fer nomenaments: al cap de vins de la cort, Nuwanza, el va enviar a Karkemish a ajudar a Piyasilis (Sarri-Kusuh) amenaçat pels assiris. A l'oest va reconèixer a Manapa-Tarhunta I de Seha per assegurar-se un lleial aliat a la regió d'Arzawa, contra el regne d'Arzawa. L'epidèmia que va matar el seu pare i al seu germà va durar uns vint anys i va propiciar una època de religiositat on la gent (i els reis) s'aferraven a la religió per escapar de la mort invisible de la pesta.

## Primera campanya, contra els kashka
La seva primera campanya al cap d'un any d'arribar al tron fou contra els kashka que estaven atacant la ciutat hitita de Turmitta; el rei va destruir les dos principals ciutat kashkes de la zona: Halila i Dudduska. Reforços kashka van arribar d'altres regions però foren derrotats. Quan tornava a Hattusa els kashkes de Ishupitta, a la Terra Alta, es van negar a aportar els contingents als que estaven obligats (per lluitar contra altres kashkes) i el rei va atacar la ciutat i els va obligar, cremant una de les seves ciutats; poc després de sortir de la zona Ishupitta tornava a estar revoltada.

## Segona campanya, contra els kashka
Al segon any, amb el seu germà Sarri-Kusuh protegint Karkemish contra els assiris (a més va poder enviar contingents a la Terra Baixa Hitita amenaçada pels atacs del rei d'Arzawa) el rei va poder tornar a fer campanya contra els kashkes al nord, a la Terra Alta Hitita, dirigint-se a la regió de Tipiya, que no havia enviat els contingents exigits pel gran rei; la principal ciutat regional era Kathaidwa que fou destruïda i es van fer molts presoners amb els quals va retornar a la capital, i en el camí va tornar a combatre a Ishupitta, on altra vegada va obtenir la victòria, però els líders de la revolta, Pazzanna i Nunnuta, antics vassalls dels hitites, van poder fugir, i es van dirigir a Palhwisa (Palhwišša) on van haver de reclutar contingents locals que no foren enemic per l'exèrcit regular hitita, que els va derrotar i el rei va poder destruir la ciutat pel foc i la va saquejar; l'exèrcit dels kashkes va fugir; llavors el rei es va dirigir a Istahara on va acampar i des on va enviar gra a la capital; els caps rebels es van dirigir a la ciutat de Kammamma, i el rei en va demanar l'entrega o en cas contrari destruiria la ciutat; la ciutat va agafar als dos rebels i els va matar i després es va sotmetre a Mursilis. Això va pacificar el país kashka i el rei va passar l'hivern a Ankuwa.

## Tercera campanya, contra Arzawa
Al tercer any Sarri-Kusuh va tenir un xoc amb la ciutat d'Huwarsanasa i una altra ciutat el nom de la qual no s'ha conservat; els caps rebels de les dues ciutats van fugir a Arzawa. Mursilis va exigir al rei Uhha-ziti, l'extradició dels rebels que el rei d'Arzawa va refusar. Arzawa estava aliada al rei d'Ahhiyawa, i indirectament amb el rei de Millawanda, controlada per Ahhiyawa. El rei de Seha, Manapa-Tarhunta I, era nominalment lleial als hitites però en realitat afavoria al rei d'Arzawa; el rei d'Hapalla (que s'havia apoderat de la meitat de Mira i Kuwaliya (Mashwiluwa va mantenir el control de l'altra meitat) era també aliat d'Arzawa. Wilusa, quasi sempre aliada als hitites, en aquest moment era aliada d'Arzawa. Així que quasi tot Arzawa (en el sentit regional del terme, és a dir Anatòlia occidental) estava en mans del rei d'Arzawa i els seus aliats.
Al no obtenir satisfacció el rei va enviar a la zona a dos oficials, Gulla i Mallaziti, que van atacar Millawanda, on foren victoriós i van retornar a Hattusa amb força botí i captius. Arzawa va atacar llavors la part de Mira que romania en mans de Mashwiluwa, que era cunyat de Mursilis: el primer atac fou sobre la ciutat d'Impaya i el rei de Mira va rebutjar als atacants però no els va derrotar, i el rei d'Arzawa va atacar llavors Hapanuwa. Mentre el rei havia tornat al nord contra els kashka i operava a la regió d'Ishupitta; la ciutat kashka de Pishuru havia assolit l'hegemonia i havia reconstruït la ciutat de Palhwisa que Mursilis havia incendiat l'any abans, i el rei hitita la va incendiar per segona vegada; els kashkes van ocupar llavors la ciutat de Kuzastarina que Mursilis va atacar i reconquerir; llavors va fer un fort avanç fins a la ciutat d'Anziliya i va conquerir els territoris de la rodalia.
Tot seguit va dirigir el seu exèrcit contra Arzawa; a la muntanya Lawasa prop del riu Sehiriya es va assabentar que un gran llamp havia caigut al palau d'Apasa i havia ferit a Uhha-ziti. Va seguir endavant i a la ciutat de Sallapa es va trobar amb els contingents enviats des Karkemish, que anaven manats per son germà Sarri-Kusuh i van seguir junts; a la ciutat d'Aura es van trobar amb Mashwiluwa que els va informar dels efectes del llamp (probablement un meteorit; un objecte que era la resta d'un meteorit s'adorava a Efes encara al segle I quan hi va ser Sant Pau). El rei va enviar contra els hitites al seu fill Piyama-Kurunta i els dos exèrcits es van trobar al riu Astarpa prop de la ciutat de Walma; els arzawans foren derrotats i es van retirar en desordre cap a Apasa perseguits pels hitites. El rei va pujar a un vaixell i va fugir de la ciutat; el seu fill Piyama-Kurunta va fugir en vaixell a Ahhiyawa i no se sap si anava amb el mateix vaixell que el pare. Mursilis fou el primer rei que va conquerir una ciutat de la costa de la mar Egea. Els contingents arzawans es va reorganitzar en dos grups, uns a la muntanya Arinnanda i uns altres a la ciutat de Puranda (la resta va fugir amb el rei); Mursilis va decidir atacar Arinnanda que era a una illa i com que no es podien usar carros va usar la infanteria per assetjar la zona, i al mancar de menjar i agua els arzawans es van rendir. Segons diu Mursilis als annals es van capturar 15.500 civils. Tot seguit va començar a assetjar Puranda i els va oferir la rendició que fou refusada i com que ja era hivern i començava a nevar els hitites van haver d'aixecar el setge i passar l'hivern a una fortalesa al riu Astarpa. En aquell hivern Uhha-ziti va morir de la ferida del meteorit. El seu fill Piyama va romandre a l'exili però un altre, Tapalazunaulis, va anar la primavera següent a terra ferma i va entrar a Puranda.

## Quarta campanya, contra Arzawa
En el quart any Mursilis va atacar Puranda. Tapalazunaulis va decidir sortir i presentar batalla però l'atac fou rebutjat pels hitites; el setge es va reprendre i es van tallar els subministraments d'aigua. Tapalazunaulis va fugir amb el seu fill i alguns seguidors. Mursilis va enviar tropes a empaitar-lo. Tapalazunaulis va poder escapar (i va arribar a Ahhiyawa) però el seu fill i altres companys foren capturats. Amb el líder fora i sense aigua la ciutat es va rendir. Altre cop Mursilis dona la quantitat de 15.500 presoners civils. Mursilis va demanar l'extradició de Tapalazunaulis i el rei aqueu la va concedir immediatament junt amb la dels civils que l'acompanyaven que foren deportat a algun lloc d'Hatti. El regne d'Arzawa va desaparèixer.
Mursil va enviar un exèrcit a destituir a Manapa-Tarhunta de Seha, del que segurament va poder comprovar que l'havia traït. Manapa va demanar primer que no el matesin i se'l reconegués vassall però Mursilis va rebutjar; llavors va enviar a la seva mare, als vells de la família a implorar-li que acceptés a Manapa com a vassall i quant la mare de Manapa es va postrar als peus del rei, Mursilis va accedir; Seha i Appawiya van quedar sota govern de Manapa-Tarhunta I. Tot seguit va anar a Mira on va instal·lar a Mashwiluwa com a rei de tot Mira i Kuwaliya i va fortificar les ciutats d'Arsani, Sarawa, i Impanna, i va deixar al país una guàrdia personal de 600 homes; a Hapalla el regne fou donat a Targasnalli i es van establir guarnicions hitites que el rei havia de mantenir.
Amb Wilusa va fer un tractat amb el governant anomenat Alaksandu (Alexandre) que havia estat adoptat com a successor per Kukkuni. Certament no devia ser París de Troia (conegut també com a Alexandre), del temps de la guerra de Troia i el nom d'Alexandre fou comú com demostren les tauletes micèniques.

## Cinquena campanya, contra els kashka
Al quinqué any Mursilis va tornar al nord contra els kashka a la regió de la muntanya Asharpaya; els kashkes dominaven els camins que portaven a la regió de Pala i segurament també de Tummanna. El rei va anar a aquestes regions i va expulsar els kashkes que controlaven els camins i els va empaitar cap a l'est fins a la terra de Samuha, fins a la ciutat de Ziulila. Des d'allí va atacar Arawanna, els habitants de la qual havien atacat la terra de Kasiya. Victoriós va retornar a la capital.

## Sisena campanya, contra els kashka
Al sisè any va anar contra els kashkes de la muntanya Tarikarimu a la terra de Zihhariya, i va assolar el país. Aquesta campanya fou probablement curta.

## Setena campanya, contra els kashka i Azzi-Hayasa
Al setè any els annals no són totalment llegibles: es parla d'Egipte, i del rei Tette de Nuhase que s'havia revoltat contra els hitites aliat amb Enurta de Barga, probablement instigats per Assíria segons es va saber més tard. Un pretendent de Barga anomenat Abi-radda, amb suport hitita es va enfrontar a Enurta. Es creu que Kades o Cadeix també es va revoltar i probablement es va aliar a Egipte. Mursilis va enviar a un oficial anomenat Kantuzzili a la cort del seu germà Sarri-Kusuh de Karkemish amb la comanda d'atacar Nuhase. Mursilis va assegurar que aniria a la zona si el rei d'Egipte hi anava però el rei d'Egipte fou derrotat per algú que no s'esmenta i no hi va anar. Sarri va derrotar aviat a Nuhase i la situació es va estabilitzar.
Mentre passava això al país Kashka un cap anomenat Pihhuniya de la terra de Tipiya, va unificar les tribus kashkes i es va proclamar rei. Pihhuniya va iniciar els atacs amb els quals va aconseguir el domini de la Terra Alta Hitita i de la ciutat d'Istitina que "pastura pels ramats kashka". Mursilis va exigir al rei l'evacuació dels territoris ocupats però no fou escoltat i Mursilis va marxar a la Terra Alta Hitita i va atacar al rei kashka, expulsant-lo d'allí i recuperant els territoris conquerits; els kashka es van retirar seguint una política de terra cremada: ciutats i camps quedaven desolats, però Mursilis pacientment les va reconstruir; el rei va arribar a Tipiya, ciutat dels kashka, que va cremar. Pihhuniya es va anar a postrar als peus del rei i fou portat a Hattusa. Fou l'únic rei conegut dels kashka.
Mursilis va sortir de Tipiya i va restaurar Istitina com a centre per la reconstrucció de les fortaleses de la zona. Estan allí va decidir combatre contra Anniya, rei d'Azzi i Hayasa. Azzi havia acollit alguns refugiats hitites enemics de Subiluliuma I i ara apareixia unida amb Hayasa. Mursilis va exigir el retorns dels exiliats, i el rei Anniya que no pensava accedir, va respondre, sense esperar l'inici d'hostilitats per part dels hitites, amb un atac a Dankuwa.

## Vuitena campanya, contra Azzi-Hayasa i contra els kashka
A l'any vuitè (novè del regnat) Mursilis va atacar Ura, una fortalesa de frontera que pertanyia a Anniya. Aquest va accedir llavors a retornar als exiliats i ho va prometre en una carta, però no va poder complir amb la promesa, ja que segurament els exiliats ja s'havien posat en seguretat en altres llocs o havien mort. Quan l'incompliment li fou recordat a Anniya aquest va al·legar que tampoc Hatti havia complert amb l'entrega dels exiliats d'Azzi al regne hitita. Mentre es feien les negociacions Mursil es va assabentar que el feia uns anys conqueridor i ara governador de Pala, Hutu-Piyanza, havia entrar en guerra contra la ciutat de Wasumana i li calia ajut; Mursil li va enviar a Nuwamza el seu cap de vins, i els dos conjuntament van poder conquerir i destruir Wasumana i mentre fou sol·licitat a Kizzuwatna pel "hepat" (sacerdot) de Kummani o Kummanni per celebrar un festival religiós i va deixar les operacions del nord a Nuwanza i se'n va anar al sud. En assabentar-se d'això, Anniya d'Azzi va aprofitar per atacar Istitina i Kannuwara; la primera fou destruïda però la segona va resistir l'atac i va expulsar els atacants que la van haver d'assetjar. El rei va ordenar una sortida però els presagis no foren favorables i no es va fer.

## Novena campanya, contra els kashka
Al novè any davant el fracàs de la revolta a Nuhase, els assiris van començar a atacar ells mateixos Karkemish. En aquest moments Mursilis era a Kummani pel festiva religiós i Sarri-Kusuh de Karkemish es va reunir allí amb ell i estan allí es va posar malalt i va morir. El ritu de la mort es van fer en presència del rei. Mursilis va enviar a un tal Kurunta a la regió de Karkemish a posar ordre a Nuhase, que potser tornava a estar revoltat i li va donar instruccions de destruir el gra. Kurunta va anar a la regió va complir la missió. Nuhase fou assolat per la gana; Cadeix, rebel sota el seu rei Aitakkama, fou assetjada (Aziru d'Amurru va romandre lleial i Mursilis II va reconèixer després com a rei al fill d'Aziru, Duppi-Tesup, i més tard al net Tuppi-Tessub) i el seu fill Ari-Tesup en veure que el gra mancava a la ciutat va assassinar al seu pare i es va proclamar rei declarant la seva lleialtat a l'Imperi Hitita i deixant entrar a la ciutat a Kurunta.
Per resoldre les coses el rei va demanar els auspicis sobre que fer a Kannuwara, i lògicament aquestos foren ara favorables i va enviar al príncep Nana-ziti a Nuwanza per comunicar-li els nous auguris favorables, es va fer la sortida i els assetjants foren derrotats i un gran nombre van morir. Mursilis va sortir de Kummani i va anar a Ashtata (Emar) on va construir fortificacions i estant a aquesta ciutat va rebre a Ari-Tesup de Kadesh (Cadeix) i el va acceptar com a vassall. Després va anar a Karkemish per establir un nou rei i va proclamar a Sahurunuwa, fill de Sarri-Kusuh i poc després va rebre el jurament de Talmi-Sarruma com a rei d'Alep en substitució de Telepinus I. Des de Karkemish va passar al nord, a Tegarama, però ja l'estació era avançada i va decidir no atacar Azzi sinó que va retornar al sud, a Haran on va recollir provisions, i va passar al nord on va atacar la ciutat de Yahresa que va atacar de nit per sorpresa i va incendiar; des allí va passar a la regió de Piggainaresa (Piggainarešša) on va atacar als kashkes i va assolar la zona i des allí va retornar a Hattusa i va passar l'hivern a la ciutat d'Hakpis al nord.

## Desena i onzena campanyes, contra Azzi
Al desè any va fer la campanya d'Azzi; Anniya no volia fer front als hitites en camp obert i va posar a la seva gent a les fortaleses més inaccessibles: Mursilis només va poder conquerir dos fortaleses: Aripsa i Duskamma. Aripsa era a un promontori rocós al Mar Negre, i Duskamma no devia ser molt lluny i quan va conèixer la conquesta d'Aripsa es va rendir voluntàriament. La campanya es va acabar sense una victòria decisiva.
A l'any onzè va retornar a Azzi i "el va organitzar".

## Dotzena campanya, contra Mira i Kuwaliya
A l'any dotzè va fer front a la revolta de Mashwiluwa de Mira. El rei no tenia fills i amb permís de Mursilis II va adoptar al seu nebot Kupanta-Kurunta com a hereu. Inesperadament un dia el rei es va revoltar i va convèncer a la ciutat de Pitasa o Pitassa d'unir-se a ell. Mursil va anar a Sallapa i va cridar a Mashwiluwa intentant arribar a un acord però el rebel es va negar a presentar-se i va fugir a la terra de Masa (Maša). Mursilis va marxar contra Masa i en va destruir una part; va enviar nous missatgers a Mashwiluwa insistint que comparegués a la seva presència i amenaçant a la gent de Masa amb destruir el país si no ho feia. Els habitants de Masa el van capturar i el van enviar al gran rei que fou tractat amb clemència (era oncle del rei) i el va instal·lar com a governant (sacerdot?) d'una ciutat sagrada al riu Siyanta. Mursilis reconeix que el fill adoptiu no havia participat en la revolta i que l'hauria de castigar només per ser el fill, però finalment en un tractat fou establert com a rei de Mira i Kuwaliya i aquest sobirà pel que se sap va romandre sempre lleial.

## Resta de campanyes, contra els kashka
A la resta dels anys va fer campanyes contra els kashka a Pala i Tummanna. En algun moment va dominar Mitanni directament o per una revolta local contra Assíria.

## Mort i successió
A la seva mort el va succeir el seu fill Muwatallis II